# Wyspa Spichrzów
Wyspa Spichrzów (niem. Speicherinsel, kaszub. Spichrze) – wyspa w Gdańsku na rzece Motławie, położona w dzielnicy Śródmieście.

## Położenie
Wyspa jest położona pomiędzy Motławą a jej przekopem – Nową Motławą. Leży w centrum Śródmieścia, od wschodu połączona z Długimi Ogrodami poprzez Most Stągiewny, od południa ze Starym Przedmieściem, od zachodu poprzez Most Krowi i Most Zielony z Głównym Miastem. Ponadto przez jej środek przebiega Trasa W-Z. Od północy wyspa sąsiaduje z wyspą Ołowianką. Dodatkowo południowa część wyspy, na której składowano niegdyś towary łatwopalne, została odcięta od głównej części wyspy poprzez powstały sztucznie Kanał Smolny (na północ od ul. Toruńskiej).

## Historia
Dawne nazwy: Speicherinsel, Speichern (1843), Spichlerze (1988).

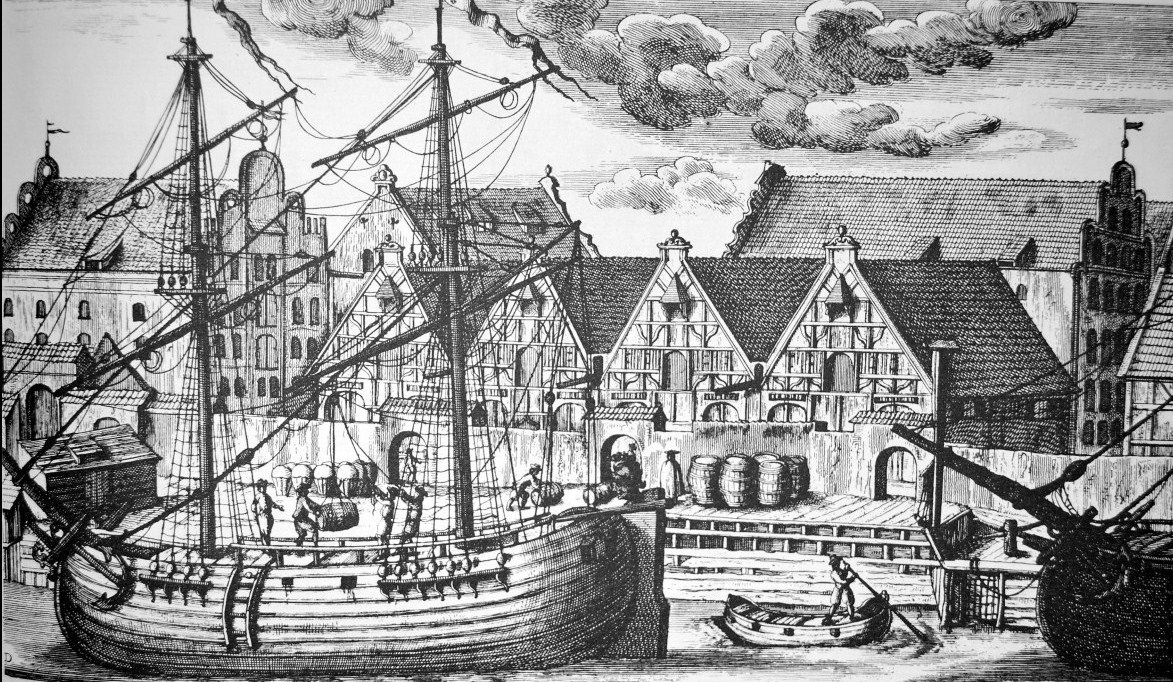
Wyspa Spichrzów, 1765 r.

Około 1330 powstały tutaj pierwsze spichlerze Głównego Miasta, folwark miejski, rzeźnia, Dwór Popielny i składy. Wyspa została utworzona w 1576 po przekopaniu kanału Nowej Motławy. Od XIII w. była to dzielnica przemysłowa z licznymi spichlerzami, w XVI w. było ich już około 340. Były to duże i przestronne magazyny, z wieloma piętrami, zbudowane z drewna, cegły, gliny, kamieni. Spichlerze położone nad brzegami rzek posiadały drewniane pomosty służące do załadunku lub wyładowywania towarów. Nie posiadały numerów, ale nazwy.
Wykopanie kanału i utworzenie wyspy ułatwiło ochronę spichrzów przed częstymi grabieżami. Na wyspie wprowadzono całkowity zakaz przebywania w nocy, dodatkowo w nocy spuszczano watahy psów. Rabunek karano śmiercią.
W 1540, podczas powodzi, Wyspa Spichrzów została całkowicie zalana i znajdowała się pod wodą przez dwa tygodnie.

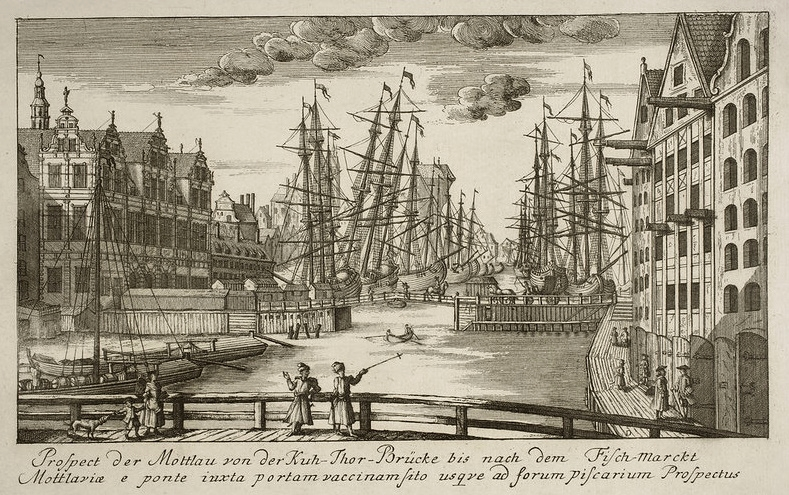
Widok Motławy z Mostu Krowiego w Gdańsku od strony Wyspy Spichrzów, 1765 r.

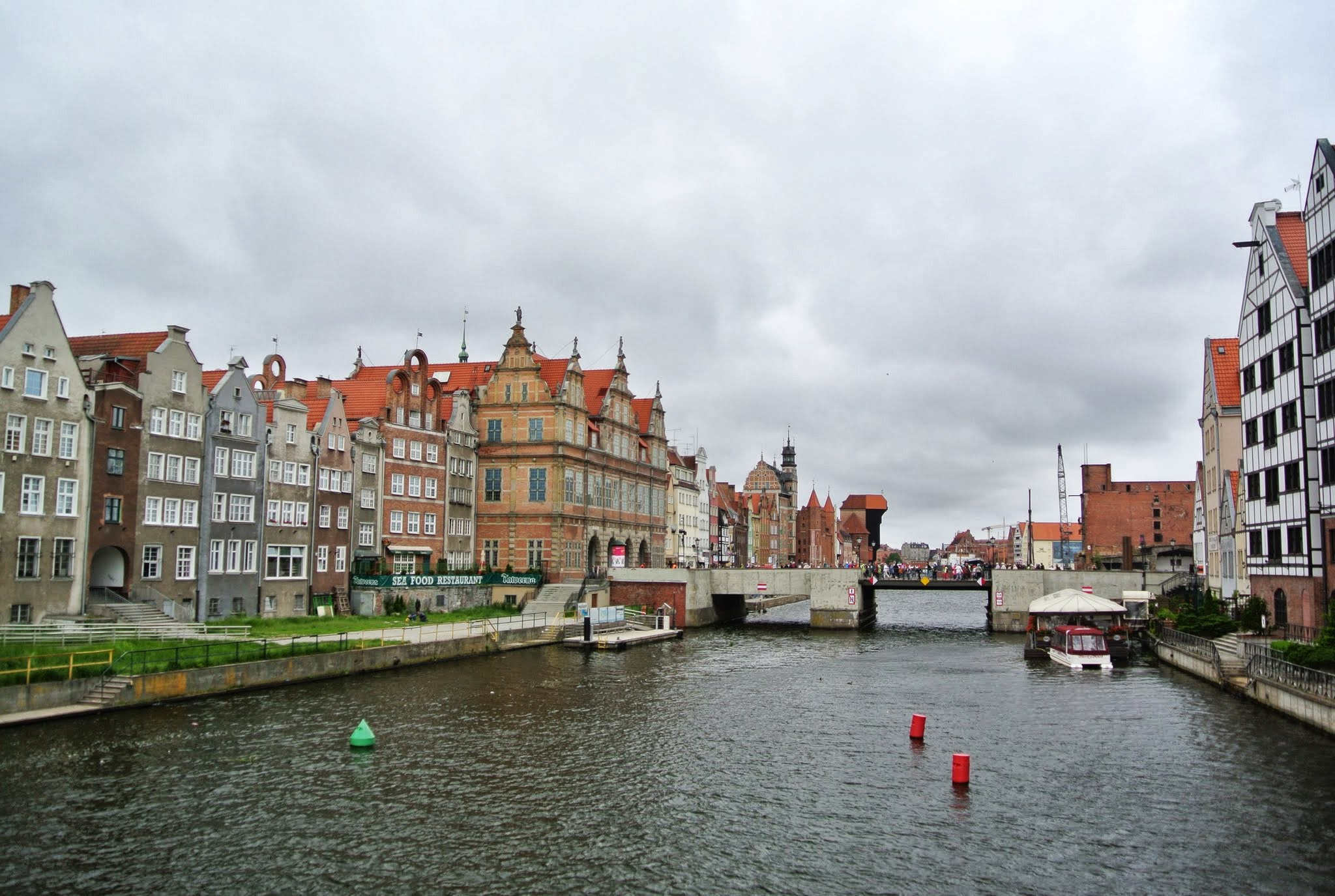
Widok Motławy z Mostu Krowiego obecnie, 2013 r.

Od 1885 towary były dostarczane do spichlerzy również koleją. Na wyspie istniała rozwinięta sieć torowisk, biegnących z dworca Gdańsk Brama Nizinna. Ze względu na bezpieczeństwo przeciwpożarowe na terenie wyspy wagony kolejowe były ciągnięte przez konie, a nie przez parowozy, które miały zakaz wjazdu na teren wyspy. Zachowały się brukowane ulice i pozostałości na nich torów kolejowych, z obrotnicami kolejowymi, które służyły do skręcania wagonami w poprzeczne ulice (dzięki czemu zmiana kierunku jazdy nie wymagała zajęcia torowiskami znacznej powierzchni niewielkiej wyspy).
W 1914 na wyspie było 294 budynki, z których 121 nadal pełniło funkcję magazynów.
W 1945 wyspa została prawie całkowicie zniszczona podczas walk między Wehrmachtem i Armią Czerwoną. Wojnę przetrwały tylko trzy spichlerze: Steffen, Deo i Wisłoujście. Odbudowy doczekało się 36 (18 z nich, zlokalizowanych przy ul. Stągiewnej, pełniło funkcję mieszkalną). Najważniejszym ocalałym zabytkiem są Stągwie Mleczne (Brama Stągiewna), powstałe w latach 1517–1519, które zostały podczas ostrzału miasta w dużej części zburzone i spalone. Do dziś odbudowano tylko kilkanaście budynków nad Motławą. Powstał też kwartał nowych budynków w stylu istniejących tam przed wojną zabytkowych kamienic przy ul. Stągiewnej, w środkowej części wyspy.
Północna część wyspy znajduje się w niemal całkowicie niezmienionej formie od 1945. Istnieją tam jedynie niezagospodarowane ruiny i resztki bardzo gęstej i zwartej, przedwojennej zabudowy. W 2007 miasto Gdańsk rozpisało konkurs na wybór inwestora. 17 sierpnia 2013 uruchomiono nocną iluminację ruin. W 2014 kosztem 23 mln zł udostępniono dla pieszych nabrzeże w północnej części wyspy, składające się z odcinków o długości 258,65 m (naprzeciw Długiego Pobrzeża) i 325,64 m (naprzeciwko Szafarni). Jednocześnie dokonana została rozbiórka spichrza „Woli Łeb”, oficjalnie z powodu złego stanu technicznego. Konserwator zabytków nakazał przy tym zachowanie jego płyty inskrypcyjnej, klińca z herbem Woli Łeb oraz części materiału do ponownego wbudowania pod nową inwestycję.
31 grudnia 2009 miasto Gdańsk podpisało nieprawnie utajnioną umowę z firmą Polnord SA na zabudowę Wyspy Spichrzów. Na jej mocy Gdańsk i Polnord SA miały utworzyć spółkę celową w celu zabudowy 2,6-hektarowej działki na północnym cyplu wyspy. W nowej spółce Gdańsk miał objąć 49% udziałów, wnosząc do niej aportem grunty na wyspie, wycenione na 59 mln zł. Polnord SA miał objąć 51% udziałów w spółce, a jego zadaniem miało być zdobycie finansowania i zabudowa tego terenu, z czego firma ta się nie wywiązała, a kwestia upublicznienia zapisów umowy stała się przedmiotem postępowania administracyjnego wszczętego na wniosek jednej z miejskich radnych.
W południowej części wyspy, przez którą przebiega Podwale Przedmiejskie wraz z linią tramwajową, trwa i jest zaplanowana realizacja kilku inwestycji (m.in. Aura Gdańsk i Chmielna Park). Ta część wyspy rozwija się, ponieważ jest zabudowywana jako prywatne przedsięwzięcia.

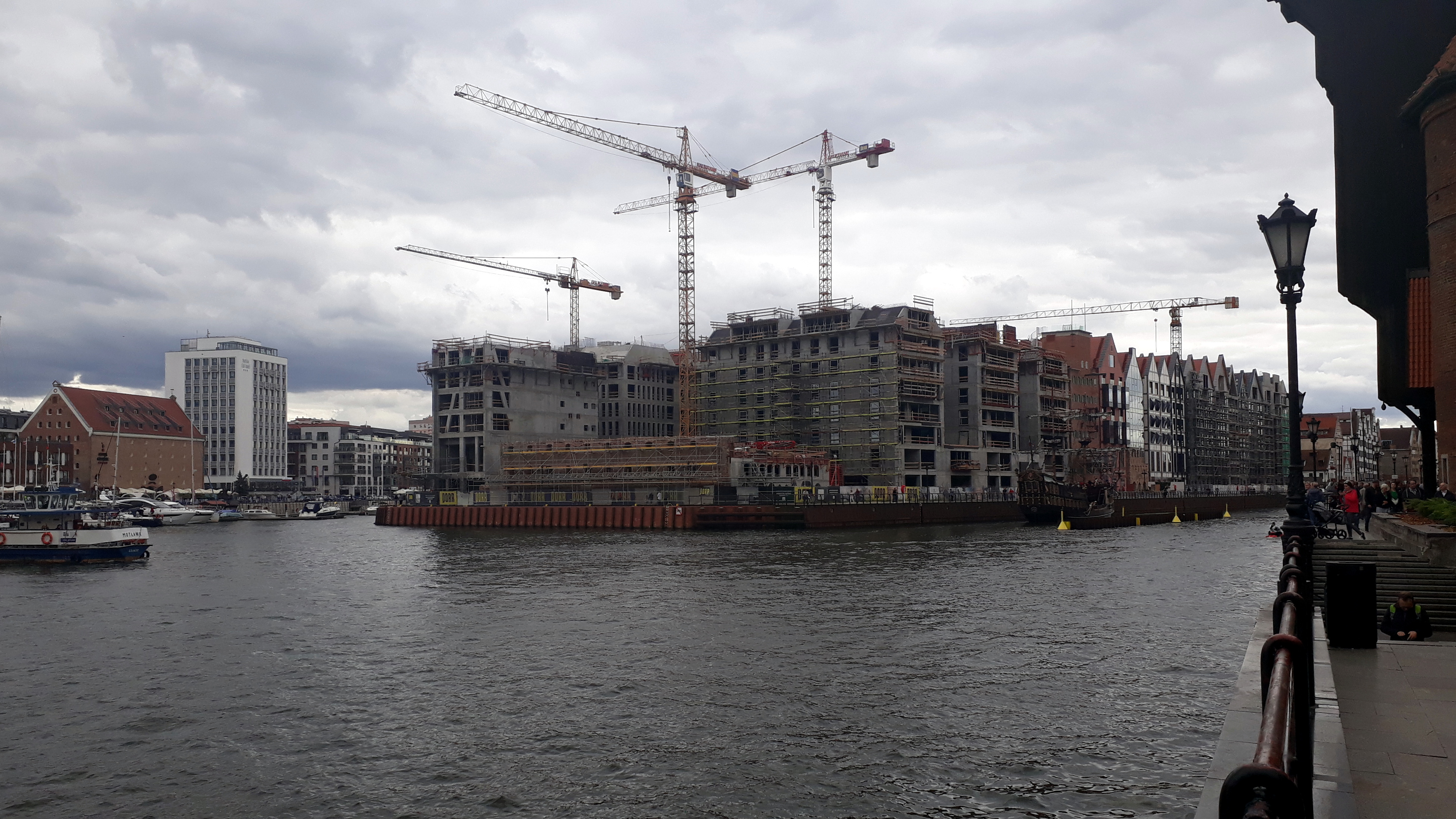
Zabudowa północnego cypla Wyspy Spichrzów (wrzesień 2018)

19 marca 2015 rozstrzygnięto konkurs na zagospodarowanie północnego cypla Wyspy Spichrzów. Partnerem miasta w realizacji inwestycji szacowanej na blisko 400 mln zł zostało konsorcjum firm Multibud W. Ciurzyński S.A oraz Immobel Poland. 9 marca 2017 r. wmurowano akt erekcyjny pod zabudowę części wyspy należącej do miasta. Realizowany w rejonie ulic Chmielnej i Pożarniczej kompleks hotelowo-mieszkaniowy nosić będzie nazwę Granaria (łac. granarium – spichlerz), a jego realizacja ma się zakończyć w końcu 2023 roku. Realizowany tu hotel ze 129 pokojami będzie funkcjonować pod marką Holiday Inn. Zabudowa w pozostałej części północnego cypla wyspy zostanie zrealizowana na podstawie projektów biura Mąka Sojka Architekci między wiosną 2019 a listopadem 2022 roku. W ramach inwestycji powstanie ok. 500 mieszkań, hotel oraz powierzchnie biurowe, handlowe i usługowe. Do tego czasu deweloper zrealizuje wszystkie założone inwestycje celu publicznego, w tym m.in. przebudowę ul. Motławskiej i Pożarniczej, przebudowę mostu Stągiewnego na most zwodzony, budowę nowej kładki, remont Długiego Pobrzeża i rozbudowę mariny.

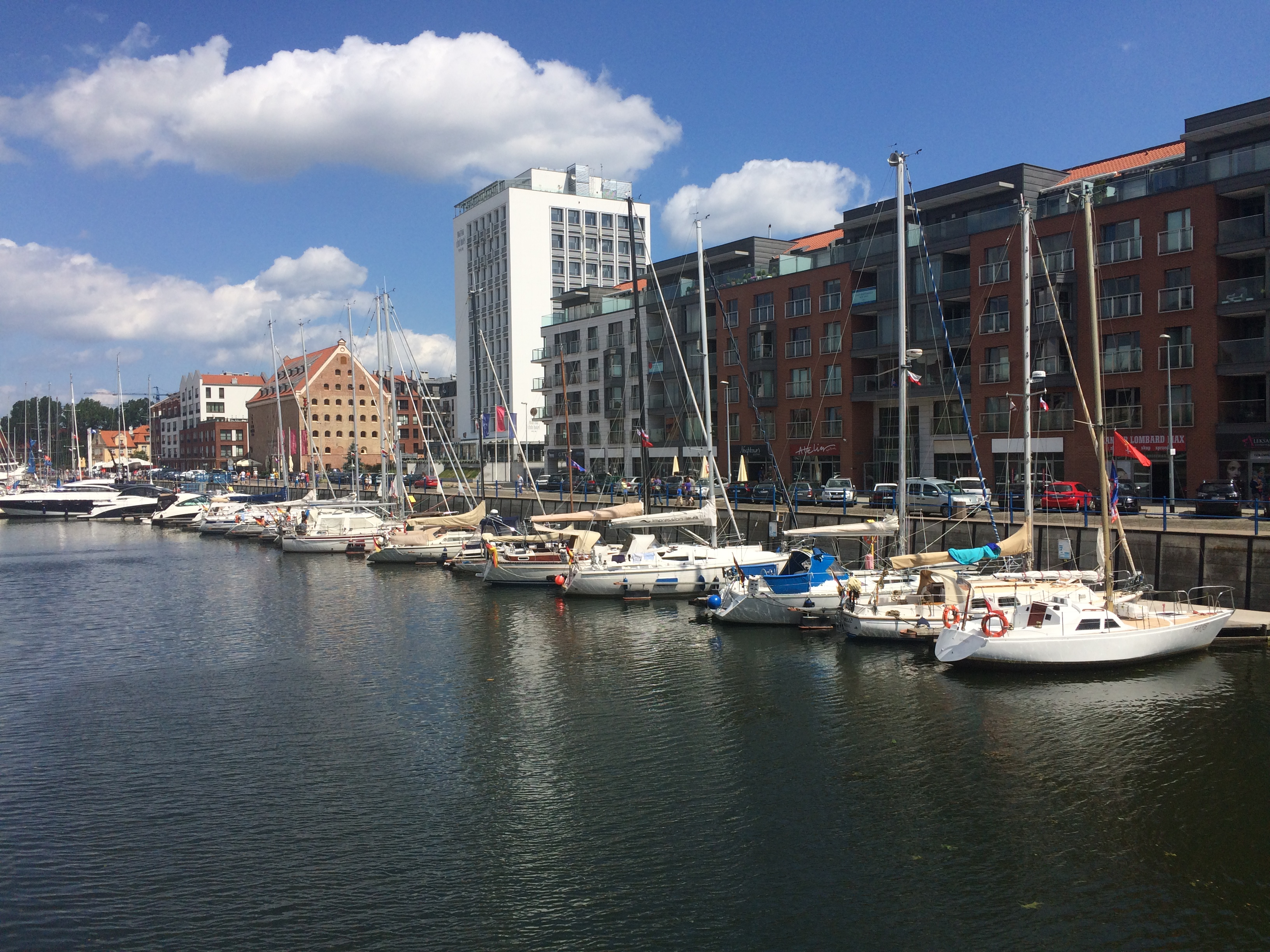
Przystań jachtowa Marina Gdańsk - widok z północnej części wyspy

Równolegle, w latach 2016–2019 nad Motławą powstał kompleks apartamentowo-hotelowy Deo Plaza z 360 pokojami hotelowymi (Radisson cztery gwiazdki) i 120 apartamentami w budynkach usytuowanych na 13 historycznych parcelach po starych spichlerzach, zniszczonych podczas II wojny światowej. Znajduje się tu m.in. największe w Gdańsku centrum konferencyjne na 800 osób.
11 maja 2018 – z półrocznym opóźnieniem – rozpoczęła się budowa obrotowej kładki łączącej północną część wyspy z Długim Pobrzeżem o długości 57 m, szerokości 4,5 m i masie ok. 100 ton, zrealizowana według wybranego w międzynarodowym konkursie projektu Studia Bednarski z Londynu. Konstrukcja obracana jest przy użyciu pilota, na żądanie kapitanatu gdańskiego portu jachtowego, a czas otwierania wynosi dwie minuty. Oddanie kładki do użytku miało nastąpić na przełomie 2018/2019, a następnie w końcu pierwszego kwartału 2019. 6 maja 2019, w związku z budową, doszło do zapadnięcia części nawierzchni Długiego Pobrzeża, co spowodowało kolejne przesunięcie terminu uruchomienia na koniec 2019. Sama konstrukcja kładki dotarła na miejsce drogą wodną z Elbląga dopiero w końcu sierpnia 2019. 24–25 grudnia 2019 kładkę udostępniono dla pieszych w ramach dnia otwartego, ale faktyczne zakończenie robót budowlanych i termin oddania do użytku przesunięto ponownie na kwiecień 2020, a następnie czerwiec-lipiec 2020. Ostatecznie oddano ją do użytku 1 sierpnia 2020, a uroczyste otwarcie wraz z nadaniem nazwy kładka św. Ducha nastąpiło 3 września 2020. Koszt realizacji inwestycji przez spółkę Granaria wyniósł ok. 10 mln zł.
Jesienią 2018 Grupa Supernova Development zaprezentowała plany przekształcenia do początku 2021 opuszczonych, zabytkowych spichlerzy Wielki (Duży) i Mały Groddeck na rogu Chmielnej i Podwala Przedmiejskiego na hotel ze spa. Stojące nad Starą Motławą spichlerze, poważnie zniszczone w pożarze w 1914 roku, zostały odbudowane dopiero w latach 80. z przeznaczeniem dla Akademii Muzycznej. W 1993 wraz z pozostałościami po przylegających spichrzach odkupił je Bank Handlowy. W 2005 jeden z kolejnych właścicieli – niemiecki inwestor – zapowiedział budowę hotelu Motława na 200 pokoi, do czego jednak nie doszło.
W 2016 r. w trakcie modernizacji i przebudowy północnego cypla Wyspy Spichrzów odkryto unikatowy destrukt żeliwnej armaty z przełomu XVIII i XIX wieku.